# Wina holenderskie

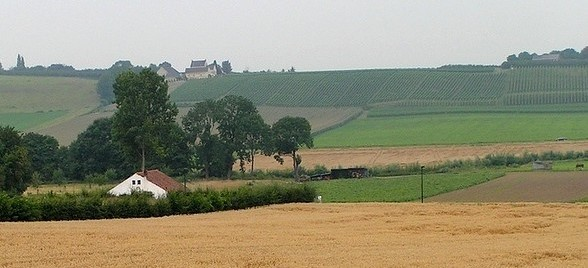
Winnice w dolinie Jekerdal koło Maastricht

Wina holenderskie mają niewielki udział w światowej produkcji, jednak w 2005 w kraju było ponad 100 winogrodników, a powierzchnia winnic sięgała 50 ha. Winnice skupiają się w południowej części kraju, na wschód od Maastricht. Uprawiane są szczepy typowe dla sąsiednich krajów i dostosowane do chłodniejszego klimatu: riesling, müller-thurgau, auxerrois oraz odmiany hybrydowe.
Od 2009 roku w kraju obowiązują uregulowania prawne dotyczące produkcji, handlu i zasad etykietowania win. Minimalna zawartość naturalnego alkoholu została ustalona na 6,5%. Do uprawy jest dopuszczonych 80 odmian.
Holendrzy odegrali ważną rolę w zakładaniu winnic w innych krajach: już w 1647 próbowali nasadzić winorośl na Manhattanie, inne źródło wspomina rok 1642, kiedy Nowy Jork był jeszcze nazywany Nowym Amsterdamem, ale krzewy nie przetrwały zimy. Holendrzy rozwinęli także produkcję brandy we Francji, z winnic nad ujściem Loary i w Gaskonii (armaniak) oraz zapoczątkowali produkcję wina w Republice Południowej Afryki. Zajmowali się również samym handlem, m.in. winami francuskimi i porto.

## Winiarstwo w Holandii

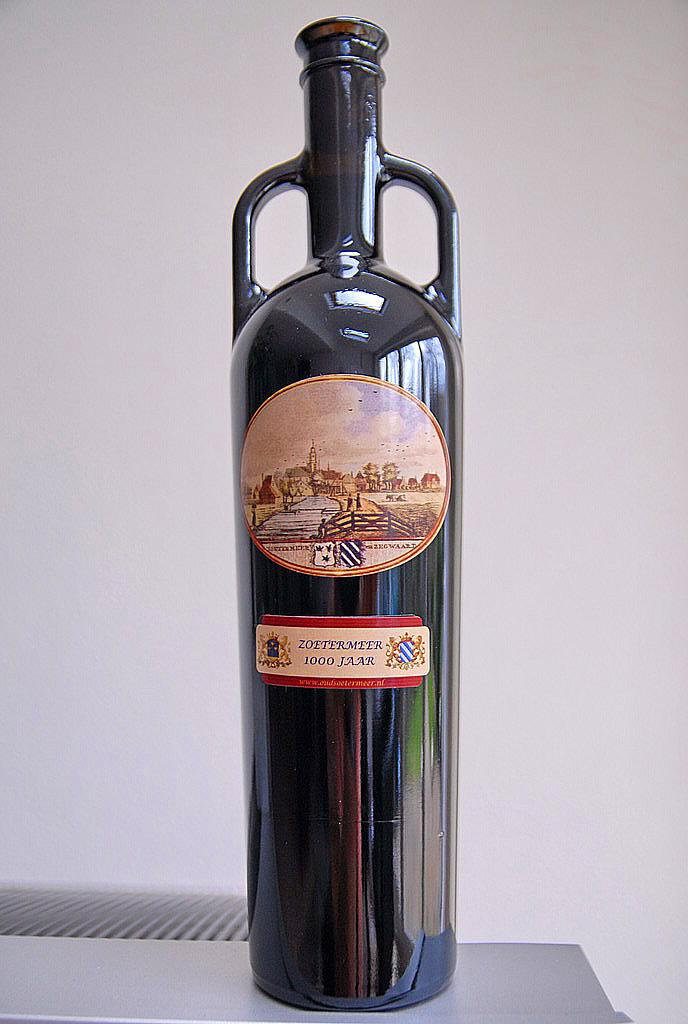
Ozdobna butelka holenderskiego wina wyprodukowanego w ramach kampanii reklamowej władz miasta z okazji tysiąclecia Zoetermeer w 2007 roku

Na terenie południowej Holandii winnice były obecne już w czasach rzymskich Imperium Romanum w pierwszych wiekach po Chrystusie. Wino produkowano głównie dla rzymskich żołnierzy, którym przysługiwał jeden litr wina dziennie. Po wycofaniu się rzymskich żołnierzy uprawę winorośli i produkcję wina kontynuowały jedynie klasztory.
Około 1000 roku produkcja wina w Europie ponownie rozkwitła. Na terenie Holandii produkcja wina stała się największa ponownie około 1500 roku. Po 1600 roku zmiany klimatyczne (oziębienie) utrudniły uprawę winorośli. Ostatecznie winnice przetrwały do czasów napoleońskich. Wysoki podatek nałożony około 1800 roku na wina niefrancuskie przez Napoleona oraz wzrost popularności piwa doprowadziły do upadku ostatnie holenderskie winnice. W 1860 uprawa winorośli zanikła całkowicie.
Przez ponad wiek zaprzestano uprawiania winorośli i produkowania win. Dopiero w 1967 w Maastricht powstała mała winnica „Slavante” o powierzchni 800 metrów kwadratowych. W następnych latach po 1970 roku zaczęto otwierać kolejne nowe winnice w okolicach Maastricht, pozostałych częściach prowincji Limburgii i w prowincji Brabancji.
Nowe odmiany winorośli, odporne na zakażenia grzybicze, wymagające mniejszego nasłonecznienia i dojrzewające wcześniej od odmian klasycznych, które pojawiły się na początku lat 90. XX wieku, zainspirowały Holendrów do zakładania winnic w innych częściach kraju, także tych bardziej zlokalizowanych na północ. Najbardziej wysunięte na północ winnice można znaleźć na terenie prowincji Fryzji i na wyspie Texel.
W Holandii częściej uprawia się białe niż czerwone odmiany winogron. Z odmian białych występują: johanniter, solaris, riesel, cabernet blanc, merzling i helios. Z odmian czerwonych występują: regent, rondo, cabernet cortis, cabertin, pinotin i baron.
Na terenie Holandii znajduje się około 90 dużych i nieco więcej małych winnic produkujących wino na sprzedaż. Ogółem liczba komercyjnych winnic wynosi około 180. Produkcja wina w Holandii to młody i rozwijający się sektor, który nie posiada własnych wielowiekowych tradycji ani wiedzy przekazywanej z pokolenia na pokolenie i znajduje się na etapie zdobywania know-how. Holenderskie wina są głównie dostępne jako produkty lokalne w specjalistycznych sklepach alkoholowych i winiarskich, oferowane w lokalnych restauracjach lub sprzedawane klientom bezpośrednio od producenta w winnicy.
W Holandii winorośl jest także uprawiana do hobbistycznej produkcji wina. W związku winiarzy „Wijngaardeniersgilde Nederland” zarejestrowanych było 300 osób. Co roku organizowana jest degustacja i ocena krajowych win amatorskich.
Lokalnie jest produkowane i sprzedawane także wino z czarnej porzeczki (j. nid. zwarte bessenwijn).